# 中华人民共和国对外关系法
《中华人民共和国对外关系法》，是中华人民共和国关于对外关系的法律。该法律共有六章四十五条，于2023年6月28日第十四届全国人民代表大会常务委员会第三次会议通过；同日由中华人民共和国主席令第七号公布。
该法律规定了中华人民共和国外事机构的职权分布，中央外事工作領導機構負責對外工作的決策，明确了中国人民共和国发展对外关系的目标任务，构建了中华人民共和国处理对外关系的制度，并对中华人民共和国政府发展对外关系的保障措施进行了基本阐述。